# Artawazdes II z Medii Atropatene
Artawazdes II (ur. 20 p.n.e., zm. 10 n.e.) – król Medii Atropatene z perskiej dynastii Atropatydów od 4 n.e. do swej śmierci, król Armenii jako Artawazdes IV w latach 4-6 n.e. 

## Życiorys
Syn i następca Ariobarzanesa II, króla Medii Atropatene i Armenii.
Po przedwczesnej śmierci ojca w 4 r. Artawazdes II objął władzę w królestwie Medii Atropatene. Aby objąć królestwo Armenii, musiał uzyskać zgodę cesarza rzymskiego Oktawiana Augusta oraz senatu rzymskiego. Bowiem Armenia była podległa imperium rzymskiemu. Po uzyskaniu zgody objął rządy nad nią. Ormianie, zapewne większość, nie chcieli uznać go za władcę, bowiem starali się zrzucić jarzmo rzymskie. Po dwóch latach obalili Artawazdesa II z tronu. Działali oni celem przywrócenia panowania rodzimej dynastii Artaksydów. Nie wszystko poszło po ich myśli, bowiem Rzym nadal zachował kontrolę nad krajem. Rzymianie postanowili nie przywracać Artawazdesa II na tron Armenii, zapewne jako niezdolnego do utrzymania mieszkańców w posłuszeństwie. Zamiast niego, umieścili na tronie Tigranesa V (zm. 36 r.), wnuka Heroda I Wielkiego, króla Judei. 
Artawazdes II, po utracie Armenii, utrzymał się tylko w rodzinnej Medii Atropatene, gdzie rządził, jako wasal partyjski, do śmierci w 10 r. Wówczas Artabanus, przyszły król Partów, zajął Atropatene, pozbawiając Atropatydów dziedzictwa. Artawazdes II miał z żoną nieznanego imienia syna oraz nieznane z imienia córki. Synem był Gajusz Juliusz Artawazdes, który miał obywatelstwo rzymskie. Po utracie ojcowizny zamieszkał w Rzymie, gdzie zmarł w 39 r.